# Halina Danczowska
Halina Danczowska (ur. 31 lipca 1947 w Bełżycach, zm. 25 grudnia 2020 w Lublinie) – polska bibliotekarka, regionalistka i autorka książek.

## Życiorys
Pochodziła z rodziny związanej z Lublinem. Przed II wojną światową jej dziadkowie wybudowali dom w dzielnicy Dziesiąta, w której i ona mieszkała.
Wyszła za mąż za Antoniego, wojskowego pochodzącego z Kresów (zm. 2018).
Ukończyła Studium Państwowego Ośrodka Kształcenia Bibliotekarzy w Jarocinie oraz studia bibliotekoznawcze na Uniwersytecie Marii Curie-Skłodowskiej w Lublinie.
W 1967 rozpoczęła pracę w Wojewódzkiej i Miejskiej Bibliotece Publicznej im. Hieronima Łopacińskiego w Lublinie, początkowo w filiach biblioteki. W 1975 została kierowniczką Działu Magazynów i Konserwacji Zbiorów. Współorganizowała Składnicę Zbiorów Rezerwowych w Bronicach. W 1992 zaczęła kierować Działem Wydawnictw Ciągłych (od 1996 Dział Gromadzenia Wydawnictw Ciągłych i Udostępniania Czasopism). Była starszym kustoszem.
Była miłośniczką i znawczynią prasy lubelskiej. Napisała wiele artykułów w czasopismach lokalnych, branżowych i ogólnopolskich poświęconych temu zagadnieniu. Badała historię dzielnicy Dziesiąta w Lublinie. Zajmowała się również lubelskimi architektami. Opublikowała książki: Dzielnica Dziesiąta (kilka wydań uzupełnianych), Dom Kultury Kolejarza w Lublinie 1948–2008 (Lublin 2008), Architekt Tadeusz Witkowski (1904–1986). Kalendarium życia i twórczości (Lublin 2009), Rada Artystyczna Miasta Lublina 1935–1939 (Lublin 2011) i Architekt Czesław Doria-Dernałowicz 1901–1993. Życie i twórczość (Lublin 2012). Poza tym zajmowała się genealogią – własnym sumptem wydała publikację przeznaczoną dla rodziny. Swoją wiedzą dzieliła się, uczestnicząc w konferencjach naukowych.
Po odejściu na emeryturę w 2002 pracowała jako nauczycielka bibliotekarka w lubelskich szkołach. Tworzyła Bibliotekę Wyższej Szkoły Społeczno-Przyrodniczej w Lublinie. Dbała o wprowadzanie do szkolnych bibliotek programów komputerowych. Związana była z archiwum Wydziału Architektury i Budownictwa Urzędu Miasta Lublin. Opiekowała się grobem architekta Tadeusza Witkowskiego. Zainicjonowała nadanie placowi przed Powszechnym Domem Towarowym w Lublinie, którego był architektem, jego imienia, a także nadanie skwerowi u zbiegu ulic Peowiaków i Hugona Kołłątaja imienia architekta Ignacego Kędzierskiego.
Pełniła funkcje społeczne, np. przez trzy kadencje biegłego sądowego w zakresie bibliotekarstwa. Była członkinią Zespołu do Spraw Nazewnictwa Ulic i Placów Publicznych w Lublinie, a w latach 2013–2018 była przewodniczącą tego zespołu. Startowała na radną miasta w wyborach samorządowych w 2006.
Została pochowana na cmentarzu przy  ulicy Unickiej w Lublinie.

## Nagrody
Została nagrodzona Złotym Krzyżem Zasługi, Medalem Stowarzyszenia Bibliotekarzy Polskich, Krzyżem Kawalerskim Orderu Odrodzenia Polski za wybitne zasługi dla rozwoju bibliotekarstwa (2002), Medalem Prezydenta Miasta Lublin (2011), Medalem 700-lecia Miasta Lublin oraz Honorową Złotą Odznaką Izby Architektów Rzeczypospolitej Polskiej za dokumentowanie i upowszechnianie wiedzy o architekturze i jej twórcach (2018).